# Gemini (album d'Adrien Gallo)
Pour les articles homonymes, voir Gemini.
Gemini est le titre du premier album solo du chanteur français Adrien Gallo, également auteur compositeur, chanteur et leader du groupe BB Brunes, sorti le 3 novembre 2014. 
Parenthèse dans sa carrière avec son groupe pop-rock, les titres de cet album plus intimiste et personnel lui sont inspirés par sa compagne Ella qui pose les voix féminines de l'album. 
Bien qu'encensé par la presse,, cet album ne connaîtra qu'un succès modéré auprès du grand public, malgré deux singles: "Monokini", sorti dans le courant de l'été 2014, et "Crocodile", dont le clip a été diffusé le 1er octobre 2014. 

## Inspirations
C'est à New York dans le courant de l'été 2011 qu'Adrien Gallo demande à sa fiancée Ella de chanter sur un texte qu'il vient d'écrire. La magie opère immédiatement et le chanteur tombe sous le charme de sa tonalité innocente et faillible. 
Le chanteur se lance alors immédiatement dans l'écriture et la composition de plusieurs chansons qu'il qualifie lui-même de "plutôt naïves et minimalistes" et "inspirée par l'esthétique d'Elli et Jacno".
Plus personnel et intimiste, cet album intitulé "Gemini", du nom latin de la constellation et du signe astrologique Gémeaux, évoque la notion de dualité et renvoie au double "qui peut exister en l'autre ou à l'intérieur de soi", entre lumière et mélancolie, notes légères ou parfois plus sombres. 
L'album est dédié à la mémoire de son père, Jean-Pierre Gallo, réalisateur, producteur et scénariste français décédé en 2012. 

## Liste des titres
| N°  | Titre         | Durée |
| --- | ------------- | ----- |
| 1.  | Mea Culpa     | 3'08  |
| 2.  | Voir la mer   | 3'27  |
| 3.  | Guanabara Bay | 2'46  |
| 4.  | Monokini      | 3'09  |
| 5.  | Déserteur     | 3'46  |
| 6.  | Cornet Glacé  | 2'22  |
| 7.  | Crocodile     | 3'53  |
| 8.  | Oslo          | 3'35  |
| 9.  | Beaurepaire   | 3'20  |
| 10. | Copacabana    | 3'07  |
| 11. | Avalanches    | 3'41  |
| 12. | Atlas         | 4'38  |

## Participations
L'album est réalisé pour partie par Adrien Gallo lui-même, qui signe également les paroles et la musique, ainsi qu'Antoine Gaillet pour Flam.
Claviers et programmations : Adrien Gallo
Programmations additionnelles : Antoine Gaillet
Basses : Jannick Top, Louis Sommer, Adrien Gallo
Cordes : Christelle Lassort, Elsa Fourlon
Guitares : Adrien Gallo
Batteries : Wendy Killmann
Percussions : Felipe Sarria Linares
Chœurs : Tanya Michelle Smith, Kania Allard, Crystal Petit, Adrien Gallo
Voix et instruments enregistrés au studio Question de Son (Paris)
Mixé par Antoine Gaillet au Studio Goo (Paris)
Mastering : Chab au Studio Translab (Paris)
Direction artistique et production exécutive : Wladimir Pandolfo, assisté de Cynthia Chavan et Sabine Safourcade
Management : Gilbert Marcellus 
Artwork : Pierre Marie
Photo : Tania et Vincent
Album Warner Music France (Warner Music Group Company)